# Pardosa thorelli
Pardosa thorelli är en spindelart som först beskrevs av Robert Collett 1876.  Pardosa thorelli ingår i släktet Pardosa och familjen vargspindlar.
Artens utbredningsområde är Norge. Inga underarter finns listade i Catalogue of Life.